# Harry Steel
Harry Steel (n. 18 aprilie 1899, Sparta⁠(d), Comitatul Morrow, Ohio, SUA – d. 8 octombrie 1971, London⁠(d), Ohio, SUA) a fost un luptător ce a reprezentat Statele Unite ale Americii, medaliat olimpic. A participat la o ediție a Jocurilor Olimpice (1924) în care a câștigat o medalie de aur.

## Participări
Lista de mai jos prezintă principalele competiții la care a participat Harry Steel de-a lungul carierei.
- wrestling at the 1924 Summer Olympics – men's freestyle heavyweight[*]